# Viertes Buch Sozialgesetzbuch
Das Vierte Buch Sozialgesetzbuch (auch SGB IV, Sozialgesetzbuch viertes Buch) enthält die gemeinsamen Vorschriften für die Sozialversicherung in Deutschland.

## Aufbau
Das SGB IV ist in neun Abschnitte gegliedert und diese wiederum in Titel.
- Erster Abschnitt (§§ 1 bis 18 h SGB IV): Grundsätze und Begriffsbestimmungen
  - Erster Titel (§§ 1 bis 6): Geltungsbereich und Umfang der Versicherung
  - Zweiter Titel (§§ 7 bis 13): Beschäftigung und selbständige Tätigkeit
  - Dritter Titel (§§ 14 bis 18): Arbeitsentgelt und Einkommen
  - Vierter Titel (§§ 18 a bis 18 e): Einkommen beim Zusammentreffen mit Renten wegen Todes)
  - Fünfter Titel (§§ 18 f bis 18 g): Erhebung, Verarbeitung und Nutzung der Versicherungsnummer
  - Sechster Titel (§ 18 h): Sozialversicherungsausweis
- Zweiter Abschnitt (§§ 19 bis 28 SGB IV): Leistungen und Beiträge
  - Erster Titel (§§ 19, 19a): Leistungen
  - Zweiter Titel (§§ 20 bis 28): Beiträge
- Dritter Abschnitt (§§ 28 a bis 28 r SGB IV): Meldepflichten des Arbeitgebers, Gesamtsozialversicherungsbeitrag
  - Erster Titel (§§ 28 a bis 28 c): Meldungen des Arbeitgebers und ihre Weiterleitung
  - Zweiter Titel (§§ 28 d bis 28 n): Verfahren und Haftung bei der Beitragszahlung
  - Dritter Titel (§§ 28 o bis 28 r): Auskunfts- und Vorlagepflicht, Prüfung, Schadensersatzpflicht und Verzinsung
- Vierter Abschnitt (§§ 29 bis 90 a SGB IV): Träger der Sozialversicherung
  - Erster Titel (§§ 29 bis 42): Verfassung
  - Zweiter Titel (§§ 43 bis 66): Zusammensetzung, Wahl und Verfahren der Selbstverwaltungsorgane, Versichertenältesten und Vertrauenspersonen
  - Dritter Titel (§§ 67 bis 79): Haushalts- und Rechnungswesen
  - Vierter Titel (§§ 80 bis 86): Vermögen
  - Fünfter Titel (§§ 87 bis 90 a): Aufsicht
- Fünfter Abschnitt (§§ 91 bis 94 SGB IV): Versicherungsbehörden
- Sechster Abschnitt (§§ 95 bis 110): Verfahren des elektronischen Entgeltnachweises (früher: Sozialversicherungsausweis, jetzt: § 18h)
  - Erster Titel (§§ 95, 96): Allgemeine Vorschriften
  - Zweiter Titel (§§ 97, 98): Pflichten der Arbeitgeber und Beschäftigten
  - Dritter Titel (§§ 99, 100): Aufgaben und Befugnisse der Zentralen Speicherstelle und der Registratur Fachverfahren
  - Vierter Titel (§§ 101 bis 103): Abrufverfahren
  - (ab 1. Januar 2014: Fünfter Titel (§ 104): Finanzierung des Verfahrens)
  - §§ 104 bis 110: weggefallen
- Siebter Abschnitt (§§ 110 a bis 110 d SGB IV): Aufbewahrung von Unterlagen
- Achter Abschnitt (§§ 111 bis 113 SGB IV): Bußgeldvorschriften
- Neunter Abschnitt (§§ 114 bis 120 SGB IV): Übergangs- und Außerkrafttretensvorschriften

## Geltungsbereich und Umfang der Versicherung

### Versicherungszweige
Das SGB IV gilt für die
- gesetzliche Krankenversicherung,
- gesetzliche Unfallversicherung,
- gesetzliche Rentenversicherung, einschließlich der Alterssicherung der Landwirte,
- soziale Pflegeversicherung,
- Arbeitsförderung (teilweise),
- Sozialhilfe und die
- Grundsicherung für Arbeitsuchende.

### Pflichtversicherter Personenkreis
Die Sozialversicherung umfasst insbesondere Personen, die kraft Gesetzes oder Satzung versichert sind (Versicherungspflicht). Über die gesetzlichen Regelungen hinaus können insbesondere die Unfallversicherungsträger den Kreis der versicherungspflichtigen Personen durch Satzung erweitern (§ 3 SGB VII).
In allen Zweigen der Sozialversicherung unterliegen der Versicherungspflicht nach Maßgabe der besonderen Vorschriften für die einzelnen Versicherungszweige in erster Linie Personen, die gegen Arbeitsentgelt oder zu ihrer Berufsausbildung beschäftigt sind, außerdem behinderte Menschen, die in geschützten Einrichtungen beschäftigt werden und Landwirte. Diese Personen betrachtet der Gesetzgeber als sozial besonders schutzbedürftig.
Besonderheiten gelten für deutsche Seeleute, die auf einem Seeschiff beschäftigt sind, das nicht berechtigt ist, die Bundesflagge zu führen. Sie werden auf Antrag des Reeders in der gesetzlichen Kranken-, Renten- und Pflegeversicherung versichert und in die Arbeitslosenversicherung  einbezogen sowie unter bestimmten Voraussetzungen auch in der gesetzlichen Unfallversicherung versichert.
Das Gesetz über die Sozialversicherung der selbständigen Künstler und Publizisten (Künstlersozialversicherungsgesetz – KSVG)  vom 27. Juli 1981 (BGBl. I S. 705) bezieht selbständige Künstler und Publizisten unter bestimmten Voraussetzungen in die allgemeine Rentenversicherung, die gesetzliche Krankenversicherung und die soziale Pflegeversicherung ein.
Die Versicherung weiterer Personengruppen kraft Gesetzes ergibt sich aus den für die einzelnen Versicherungszweige  geltenden besonderen Vorschriften (§ 2SGB IV). So sind beispielsweise in der gesetzlichen Krankenversicherung bestimmte Familienangehörige des Versicherten beitragsfrei mitversichert (§ 10 SGB V). Die gesetzliche Unfallversicherung schützt heute aus den unterschiedlichsten sozialen Gründen einen kaum noch überschaubaren Personenkreis wie beispielsweise Lernende, Prüfungsteilnehmer, ehrenamtlich Tätige und Freiwillige, polizeilich oder gerichtlich herangezogene Zeugen,  Nothelfer und Blutspender oder Entwicklungshelfer (§ 2 SGB VII).
Die Vorschriften des Sozialgesetzbuchs gelten für alle Personen, die ihren Wohnsitz oder gewöhnlichen Aufenthalt in seinem Geltungsbereich haben (§ 30 Abs. 1 SGB I).
Soweit die Vorschriften über die Versicherungspflicht eine Beschäftigung voraussetzen, gelten sie auch für Personen, die im Rahmen eines in der Bundesrepublik bestehenden Beschäftigungsverhältnisses ins Ausland entsandt werden (Ausstrahlung – § 4 SGB IV). Sie gelten hingegen nicht für Personen, die im Rahmen eines im Ausland bestehenden Beschäftigungsverhältnisses in die Bundesrepublik entsandt werden (Einstrahlung – § 5  SGB IV).
Beschäftigung ist die – in der Regel vollschichtige –  nichtselbständige Arbeit, insbesondere in einem Arbeitsverhältnis. Anhaltspunkte für eine Beschäftigung sind eine Tätigkeit nach Weisungen und eine Eingliederung in die Arbeitsorganisation des Weisungsgebers (§ 7 Abs. 1 Satz 1 SGB IV).
Im Zweifel entscheidet die Deutsche Rentenversicherung Bund auf Grund einer Gesamtwürdigung aller Umstände des Einzelfalles, ob eine Beschäftigung vorliegt (Statusfeststellungsverfahren – § 7a Abs. 2 SGB IV).

## Beiträge
Die Mittel der Sozialversicherung werden nach Maßgabe der besonderen Vorschriften für die einzelnen Versicherungszweige durch Beiträge der Versicherten, der Arbeitgeber und Dritter, durch staatliche Zuschüsse und durch sonstige Einnahmen aufgebracht (§ 20 SGB IV).
Die staatlichen Zuschüsse dienen insbesondere zur Finanzierung der nicht durch Beiträge gedeckten  versicherungsfremden Leistungen wie beispielsweise der beitragsfreien Mitversicherung von Familienangehörigen in der gesetzlichen Krankenversicherung.
Die Versicherungsträger haben die Beiträge, soweit diese von ihnen festzusetzen sind, so zu bemessen, dass die Beiträge zusammen mit den anderen Einnahmen die gesetzlich vorgeschriebenen und zugelassenen Ausgaben des Versicherungsträgers decken und  sicherstellen, dass die gesetzlich vorgeschriebenen oder zugelassenen Betriebsmittel und Rücklagen bereitgehalten werden können (§ 21 SGB IV).
Die Beitragsansprüche der Versicherungsträger entstehen, sobald ihre im Gesetz oder auf Grund eines Gesetzes bestimmten Voraussetzungen vorliegen (§ 22 Abs. 1 Satz 1 SGB IV), insbesondere mit Aufnahme einer versicherungspflichtigen Beschäftigung.  Die beitragspflichtigen Einnahmen der Versicherten werden jeweils bis zur Höhe der Beitragsbemessungsgrenze berücksichtigt (§ 22 Abs. 2 SGB IV).

### Gesetzliche Unfallversicherung
Die gesetzliche Unfallversicherung wird allein durch Beiträge der Arbeitgeber (Mitgliedsunternehmen) ohne Beteiligung der Versicherten finanziert.